# Élections législatives grecques de novembre 1910

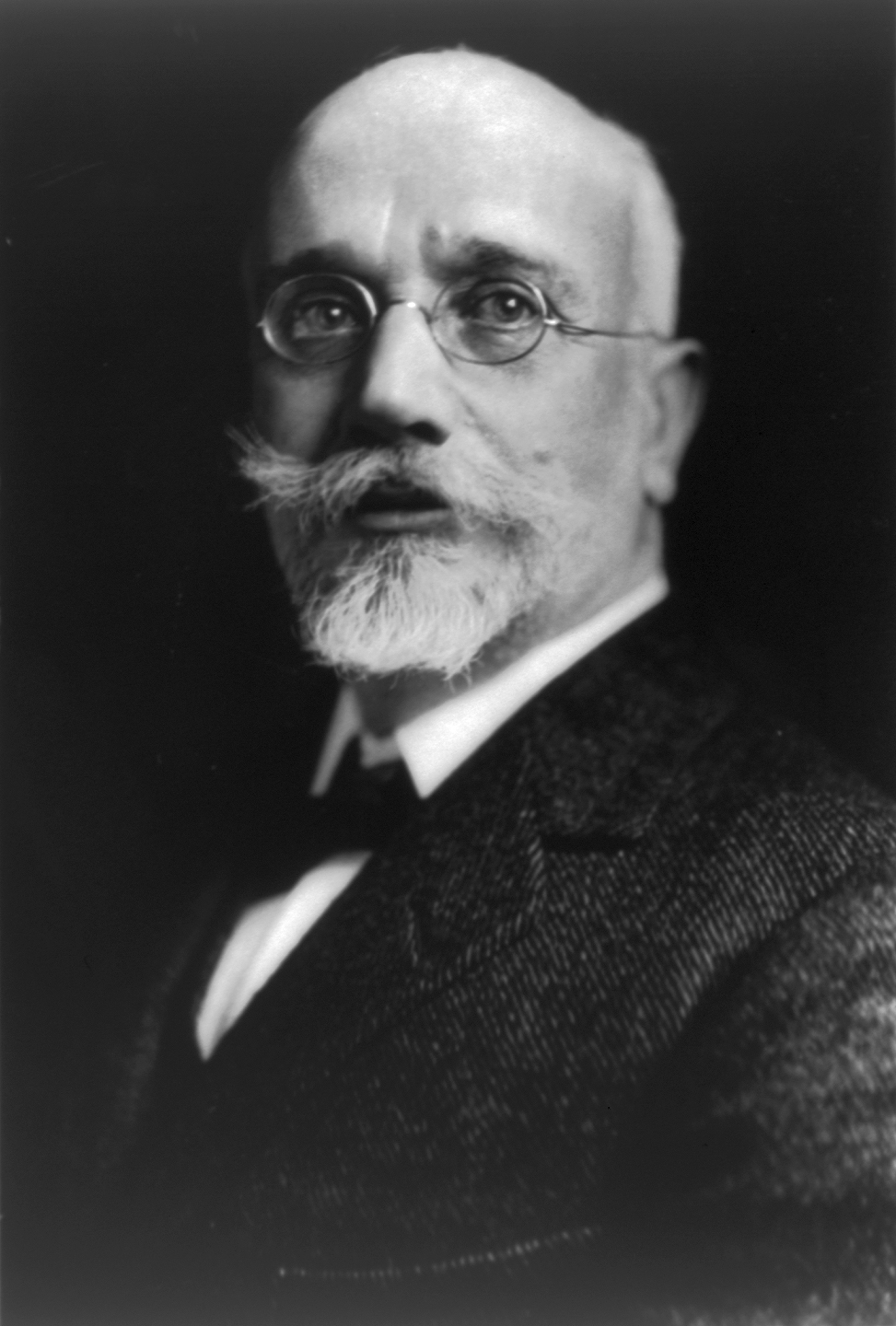
Elefthérios Venizélos

Les élections législatives grecques anticipées du 28 novembre (calendrier julien) / 11 décembre (calendrier grégorien) 1910 élurent les membres du parlement grec. Des élections législatives avaient eu lieu en août 1910 suite « coup de Goudi ». Après le gouvernement de transition de Stéphanos Dragoúmis, Elefthérios Venizélos était devenu Premier ministre le 18 octobre (5 octobre a.s.). Afin de s'assurer qu'il disposait d'une large majorité, il organisa immédiatement de nouvelles élections. Elles furent largement remportées par son parti. Il resta à la tête du gouvernement.

## Fonctionnement du scrutin
Conformément à la constitution de 1864, les élections se déroulèrent au suffrage masculin direct et secret. Depuis 1877, hormis quelques exceptions, tous les hommes de plus de 21 ans étaient électeurs. Les députés étaient répartis en proportion de la population de la province : un député pour 10 000 habitants ; avec un minimum de 150 députés. Une loi de 1862 stipulait de plus que les Grecs « hétérochtones » (vivant hors des frontières du pays, à l'inverse des « autochtones » vivant à l'intérieur) étaient aussi électeurs.
Les députés étaient élus à la majorité absolue, au niveau provincial. Chaque électeur disposait d'autant de votes qu'il y avait de candidats. Les électeurs, la plupart analphabètes, ne votaient pas avec des bulletins, mais avec des boules de plomb. Il y avait autant d'urnes qu'il y avait de candidats. L'électeur glissait la main dans l'urne et plaçait sa boule soit à droite (partie blanche, inscrite « oui »), soit à gauche (partie noire, inscrite « non »). Les urnes étaient en acier recouvert de laine pour éviter qu'un bruit quelconque informe de la façon dont l'électeur avait voté. Le député qui avait obtenu la majorité (en principe), mais proportionnellement le plus de voix (dans la réalité) était élu.

## Contexte
Le 15 août 1909, les officiers réunis dans la Ligue militaire , dirigée par un colonel d'artillerie, Nikólaos Zorbás déclenchèrent un coup d'État, le Coup de Goudi. Ils désiraient des réformes en profondeur du pays : dans l'armée, dans la politique et le social. Ils furent soutenus par une grande manifestation populaire dans les rues d'Athènes le 14 septembre 1909. Ils finirent par obtenir, avec l'aide d'Elefthérios Venizélos l'organisation d'élections en août 1910.
Le résultat des législatives d'août était ambigu. Tous les élus se disaient partisans du changement. Venizélos avait été élu en Attique et les députés se réclamant de lui étaient finalement 146 des 362 membres de l'assemblée. Venizélos devint Premier ministre, mais, lors du vote d'investiture de son gouvernement en octobre, Dimítrios Rállis, Kyriakoúlis Mavromichális et leurs partisans, l'« ancienne génération », quittèrent la salle, empêchant d'atteindre le quorum. Venizélos présenta donc la démission de son gouvernement, entraînant d'importantes manifestations populaires dans la capitale. Le roi Georges Ier refusa cette démission et Venizélos tenta de diriger le pays avec un gouvernement minoritaire. Il se heurta régulièrement à l'opposition de la vieille garde.
Il obtint du souverain la dissolution du parlement et la convocation de nouvelles élections. Venizélos fit campagne contre les « vieux partis », se présentant comme l'homme du changement. Il tenta aussi de se démarquer des militaires qui avaient participé à son accession au pouvoir. En parallèle, les structures de son parti, le parti libéral furent mises en place à travers le pays, en s'appuyant sur les bourgeoisies locales. Les adversaires du Premier ministre appelèrent à l'abstention. La victoire de Venizélos n'en fut que plus large.

## Résultats
Il y avait 362 sièges à pourvoir car les assemblées constituantes ou considérées comme constituantes avait traditionnellement un nombre de sièges double,. Le parti libéral rafla 307 sièges. Elefthérios Venizélos resta Premier ministre.
| Parti libéral                                               | 307 |
| Petite opposition                                           | 42  |
| Indépendants                                                | 13  |
| Total                                                       | 362 |
| Source : Pantelis, Koutsoubinas, Gerapetritis, 2010, p. 855 |     |